# Lilla Töresjö
Lilla Töresjö är en sjö i Falkenbergs kommun i Halland och ingår i Ätrans huvudavrinningsområde.